# Honoradas Matres
En el universo ficticio de la saga de Dune, las Honoradas Matres, nombre que podría tomarse como una parodia del nombre Reverenda Madre, son un grupo extraordinario de mujeres, una sociedad femenina regresada de la Dispersión con el fin de establecer un nuevo imperio a partir de los restos del Antiguo Imperio de Leto II. Estas mujeres son un tópico central de los últimos dos libros de la saga de Dune, Herejes de Dune, y Casa Capitular Dune.

## Historia

### Retorno al antiguo imperio
Según la especulación de algunos personajes en Casa Capitular Dune, las Honoradas Matres, o Rameras, insulto utilizado por las Bene Gesserit al referirse a ellas, se originaron tras la muerte de Leto II, el Dios Emperador. Billones de personas del antiguo imperio partieron en una diáspora conocida como la Dispersión. Representantes de cada uno de los grupos y órdenes del imperio marcharon en flotas de No naves, siguiendo la Senda de Oro de Leto II para salvar a la humanidad de la destrucción. 
Violentas y sin piedad, las Honoradas Matres regresan al antiguo imperio mostrando unas capacidades militares y sexuales que parecen indicar un origen combinado entre las Habladoras Pez, el ejército femenino de Leto II, y las Bene Gesserit enviadas a la Dispersión. Los intentos de infiltración de los Danzarines Rostro Tleilaxu convierten a la Bene Tleilax en su objetivo principal, al tiempo que capturan y torturan tantas Reverendas Madres Bene Gesserit como pueden para aprender sus secretas habilidades. Al mismo tiempo, la Bene Gesserit confía en descifrar las motivaciones y orígenes de sus nuevas enemigas, para aprender lo suficiente sobre ellas como para poder derrotarlas.
Conquistados y destruidos los Tleilaxu, con el planeta Arrakis arrasado en un ataque brutal en el que fallece el Bashar de la Bene Gesserit Miles Teg, las Honoradas Matres persiguen sin descanso a las Bene Gesserit, atacando y eliminando uno tras otro sus alcázares y escuelas esparcidos por el imperio. Tras capturar a Murbella, una joven Honorada Matre, la Bene Gesserit la adiestra en sus conocimientos, y cuando entra a formar parte de la Hermandad, les provee de los conocimientos necesarios para saber cómo atacarlas. Finalmente Conexión, la base principal de las Honoradas Matres, es atacada y conquistada siguiendo el plan de la Madre Superiora Darwi Odrade. Tras el ataque, Odrade y la Gran Honorada Matre Logno perecen, dando a Murbella la posibilidad de acceder a ambos cargos y asumiendo el resto del plan de Odrade unificando ambas hermandades.

### El fin de las Honoradas Matres
La primera continuación de la saga original, Cazadores de Dune, muestra a la Bene Gesserit unificada con las Honoradas Matres en una Nueva Hermandad. Uniendo fuerzas con objeto de prepararse para el enfrentamiento con el desconocido Enemigo, ambas facciones luchan por coexistir bajo esta nueva forma con el liderato de la Madre Comandante Murbella.
No obstante, se mantienen grupos de renegadas Matres bajo el mando de la Gran Honorada Matre Hellica con bases en los capturados mundos de Buzzell, Gammu y Tleilax. Durante veinte años, Murbella lidera la Hermandad contra las renegadas, culminando el proceso en la Batalla de Tleilax, donde Hellica fallece y el planeta es completamente destruido. Tras matar a Hellica, Murbella descubre que era de hecho un danzarín rostro.

### Orígenes
Murbella se da cuenta, tras explorar sus Otras Memorias, del eslabón perdido en la teoría Bene Gesserit del origen de las Honoradas Matres; aunque inicialmente fueron un grupo híbrido de Bene Gesserit y Habladoras Pez, desarrollaron sus tendencias violentas con una tercera aportación: mujeres tleilaxu despertadas. El secreto mejor guardado de los tleilaxu, los tanques axlotl, eran en realidad las mujeres de su raza, mantenidas en un estado vegetativo. Atacando cada planeta tleilaxu que encontraban en su camino, las capacidades militares de las Bene Gesserit y las Habladoras Pez les aseguraban la victoria. Consiguieron liberar un cierto número de tanques axlots, y se concentraron en rehabilitar la práctica muerte cerebral de estas mujeres. Estas mujeres tleilaxu, enfurecidas contra sus propios hombres, clamaron venganza, y se lanzaron a una destrucción de todo mundo tleilaxu existente. Esta furia condujo y explica el nombre de la nueva orden, Honoradas Matres.

### El Enemigo
Murbella descubre también la naturaleza del desconocido Enemigo: son las reaparecidas Máquinas Pensantes, que todo el mundo pensaba extintas desde hacía milenios pero que en realidad estaban reuniendo una fuerza suficiente para exterminar finalmente la raza humana. A través de la Otras Memorias es testigo del primer encuentro de las Honoradas Matres con el Enemigo. Una joven Matre comandando una expedición de conquista tuvo éxito en un planeta controlado por los restos del antiguo imperio de las Máquinas Pensantes. Al descubrir la persistencia de la raza humana en la Galaxia, las Máquinas Pensantes destruyen en respuesta el imperio de las Honoradas Matres, obligándolas a volver a los restos del antiguo Imperio del Millón de Mundos.

## Características
Las Honoradas Matres gobiernan mediante la esclavización sexual, un aplastante poder físico y el terror inspirado por sus cruentos métodos. Carecen de piedad y son fuertemente reactivas e irritables, y a menudo recurren a extremas medidas de violencia frente a la menor provocación. Inicialmente las Bene Gesserit creen que estas tendencias surgen de la rabia que les produce la incapacidad de satisfacer sus crecientes deseos, una adicción al uso del control sexual sobre sus esclavos. Finalmente Murbella, la combinada Madre Comandante de las Honoradas Matres y la Bene Gesserit, descubre a través de sus Otras Memorias que estas tendencias se originaron en una reacción de las hembras tleilaxu hacia los machos, por los milenios de abuso que sufrieron como tanques axlotl.

### Prana-Bindu y el estilo de luchaHormu
Uno de los grandes griales o metas de la Bene Gesserit, el condicionamiento Prana-bindu, es llevado a su máximo nivel por estas mujeres: reflejos inmediatos que se activan en forma de una pulsión inconsciente, sin usar el cerebro. Esto las permite reaccionar, atacar y defenderse a velocidades mucho más altas que una Reverenda Madre Experta. Unido a su estilo de lucha Hormu, centrado en el uso de golpes destinados a debilitar puntos en el cuerpo del adversario, las convierten en un enemigo físicamente formidable.

### Alternativas a la especia Melange
Las Honoradas Matres usan una droga que eleva sus niveles de adrenalina y así incrementan aún más su velocidad y resistencia. Sin embargo esta droga, un substitutivo artificial pero igualmente adictivo de la especia melange que usan las Gesserits, no permite acceder a las Otras Memorias. Un efecto secundario de su consumo es la aparición de manchas de color naranja cuando los niveles de adrenalina suben (ataques de ira), lo que en ocasiones puede alertar a otros de su nivel de ira: mientras más naranja, más ira, hasta que no puedan controlarse y ataquen. La melange se puede aplicar a estas mujeres como substitutivo de esta droga, como sucede con la capturada Murbella, sin mayores efectos secundarios.
Las Honoradas Matres utilizan un aparato inductor de la agonía, la Sonda-T, que les permite imprimar conocimientos directamente sobre el sistema nervioso.

### Sexualidad Tántrica Adictiva
Las Bene Gesserit las acusan, y la mayoría del Antiguo Imperio está de acuerdo, de que las artes sexuales de las Honoradas Matres las hacen unas verdaderas rameras. En su temprana historia las Honoradas Matres hicieron grandes estudios para descubrir como controlar a su población de una manera total cuando empezaron a fallar sus sistemas de impuestos. Según se explica en Casa Capitular Dune, las Matres adiestradas en las artes de la Imprimación Sexual profundizaron en su pasado y reinterpretaron el antiguo arte sexual tántrico, perfeccionado con sus capacidades de control físico, de modo que pudieron amplificar la respuesta orgásmica del individuo hasta niveles adictivos, esclavizando así sexualmente a todos los hombres que necesitaran para establecer su dominio. Los afectados, o mejor dicho, adictos a estas prácticas sexuales, sufren de una resaca y de los efectos adictivos propios de una droga. 
Su dominio de las poblaciones a través del sexo es algo extraordinario pero extremadamente peligroso, puesto que juega con las pulsiones inconscientes más profundas de la especie humana, según el juicio de las Bene Gesserit, habilidad que igualan con su arte de Imprimar hombres en contadas ocasiones.

### Habilidades linguïsticas
Al parecer, uno de los vestigios más importantes que dejaron las Bene Gesserit de la Dispersión a las Honoradas Matres fue el regalo de la Voz. El uso de la Voz consiste en ajustar el tono vocal con objeto de controlar el subconsciente del receptor, de modo que este se ve forzado a cumplir la voluntad del parlante sin saber cómo. Aunque las Matres conocen el poder de la Voz y lo usan de un modo bastante rudimentario, no lo toleran en las más diestras Bene Gesserit, a quienes matan casi instintivamente ante el primer intento de manipulación.

### Entrenamiento y características
Las Honoradas Matres se caracterizan por empezar su entrenamiento en la pubertad, edad en la que experimentan la primera manifestación de los reflejos Prana-binbu. Escuadrones militares de las Matres buscan, escogen, y masacran comunidades enteras para secuestrar a sus futuras adeptas o aprendices. Muchas son escogidas por su gran belleza, como en el caso de Murbella, otras por su capacidad o quizás talento corporal, gallardía, tales como Logno, o Dama, La Gran Honorada Matre , La Reina Araña de las Rameras según la Bene Gesserit.

### Gobierno y tácticas militares
Las Honoradas Matres son una autocracia militar, que usan los poderes antes mencionados para dominar a la sociedad entera. Usan el terror, los denominados pogrom o redadas, razzias, para someter a la sociedad bajo su dominio con un espíritu casi espartano. No confían en nadie, sólo en los hombres que han convertido en sus esclavos sexuales, y aun así estos están en constante prueba. De esta forma lograron dominar un imperio en la Dispersión varias veces más grande que el Millón de Mundos antes regido por el Dios Emperador. Un imperio, según ellas, efectivo. 
Su forma de gobierno es una buro-aristocracia absoluta; La Gran Honorada Matre reina con poder casi absoluto, sin embargo, el Consejo de las Honoradas Matres vela porque la Gran Honorada Matre no ponga a todas las camaradas en peligro.
Aun con tal poder, fueron derrocadas y expulsadas de su imperio por el Enemigo, una fuerza superior desconocida: Adiestradores que recuerdan a los Danzarines Rostro de la Bene Tleilax controlando hordas de Futars, híbridos de humano y felino, armas biológicas desconocidas, nuevas enfermedades... Han escapado de vuelta al antiguo imperio del Universo Conocido en masa, huyendo del Enemigo. El antiguo Imperio del Millón de Mundos es solo el primer paso para consolidar su nueva fortaleza, pero es aquí cuando entran en conflicto con las Bene Gesserit, poseedoras de conocimientos y capacidades olvidadas que las Honoradas Matres codician.
Es común y casi tradicional que la sucesión de la Gran Honorada Matre se plantee en forma de magnicidio, ya sea por enfrentamiento directo, envenenamientos, etcétera.

## Referencia bibliográfica
- Frank Herbert, Herejes de Dune. Ediciones Debolsillo: Barcelona, 2003. ISBN 978-84-9759-731-9
- Frank Herbert, Casa Capitular Dune. Ediciones Debolsillo: Barcelona, 2003. ISBN 978-84-9759-770-8
- Brian Herbert, Kevin J. Anderson Cazadores de Dune. Plaza & Janés, Barcelona, 2008. ISBN 978-84-01-33679-9

- Datos: Q2302648